# 圣乔治-迪佩萨罗
圣乔治-迪佩萨罗（義大利語：San Giorgio di Pesaro）是意大利佩薩羅和烏爾比諾省的一个已废置的市镇。总面积20.88平方公里，人口1427人，人口密度68.3人/平方公里（2008年）。ISTAT代码为041052。
2017年1月1日该市镇与其他市镇一起合并为新的Terre Roveresche市镇。